# Kaćmar
Kaćmar (mađ. Katymár, nje. Katschmar, Schanzmark) je selo u jugoistočnoj Mađarskoj.
Zauzima površinu od 71,08 km četvorna.

## Zemljopisni položaj
Nalazi se nedaleko od Aljmaša, na 46°02'16" sjeverne zemljopisne širine i 19°12'28" istočne zemljopisne dužine, u regiji Južni Alföld. Od obližnjih mjesta, tu je 6 km prema sjeveroistoku udaljeni Madaraš i 16 km udaljeni Aljmaš.

## Upravna organizacija
Upravno pripada aljmaškoj mikroregiji u Bačko-kiškunskoj županiji. Poštanski broj je 6455.
U Kaćmaru se nalaze jedinice njemačke i Hrvatske manjinske samouprave u Republici Mađarskoj.

## Povijest
U izvorima se prvi put spominje 1243.
Zabilježeno je da je 1700. selo ostalo bez stanovnika.
Bunjevački Hrvati se 1763. u velikom valu doseljavaju u Kaćmar.
Polovicom 19. st. su Nijemci činili pola sela.
Završne godine drugog svjetskog rata su bile traumatične za Kaćmar: 1944. je potkraj ljeta pobjeglo iz sela 4000 ljudi, a polovicom jeseni su jugoslavenski partizani deportirali mjesne Nijemce. U siječnju 1945. su srpski partizani deportirali u SSSR blizu 300 Nijemaca.
Dio kaćmarskih bunjevačkih Hrvata je zbog okolnosti odselio južnije, u Stanišić i Riđicu. Otišli su prije Drugog svjetskog rata.

## Stanovništvo
U Kaćmaru živi 2401 stanovnik (2002.). Mađari su većina. Hrvata je 8,7%, Nijemaca je 3,1%, Roma je 0,6%, Srba je 0,5% i ostalih. Rimokatolici čine 79%, kalvinisti 5,5%, grkokatolici 0,3%, luterani 0,2% i ostali.
U povijesti je Kaćmar bilježio brojnu hrvatsku zajednicu, uglavnom iz skupine Bunjevaca. Selo je bilo važilo kao "kula bunjevštine", a kaćmarski Bunjevci, gospodari sela, su bili potomcima doseljenika koji su ratovali protiv Turaka. Danas pored mađarske većine, značajne manjine čine Hrvati kojih je oko 9% i Nijemci kojih je nešto više od 3%. Potonje manjine imaju svoju manjinsku samoupravu u selu.

### Obrazovanje
Školovanje na hrvatskom jeziku za hrvatsku manjinu je organizirano kao i u Aljmašu, Dušnoku, Baćinu, Bikiću i Baji, tako da se hrvatski jezik predaje kao predmet i to 4 odnosno 5 sati tjedno, i to u nižim razredima (1. – 4.).

### Poznate osobe
Poznate osobe rođene u Kaćmaru:
- Mijo Mandić, hrv. književnik
- Ivan Petreš Čudomil, hrv. književnik

Poznate osobe koje su radile u Kaćmaru:
- Lajčo Budanović, biskup, hrv. preporoditelj

Iz Kaćmara je podrijetlom Antun Gustav Matoš; Matoši su u Kaćmar doselili iz sinjskog područja u 18. st., a Matošev djed Grgur Matoš (1812-1899) bio je učitelj u Plavni kraj Vukovara, gdje se rodio August Matoš (1847-1914). August je kao učitelj kratko bio namješten u Tovarniku, gdje se 1873. rodio njegov drugi sin Antun; obitelj se 1875. preselila u Zagreb, kamo je August kao učitelj premješten, a s njima je odselio i djed Grgur.[nedostaje izvor]

## Zanimljivosti
Novinar i književnik János Csuka u svom djelu "A délvidéki magyarság története 1918-1941" je naveo, i to po imenima, izaslanika Bunjevaca, koji su sudjelovali 22. rujna 1919. Mirovnoj konferenciji u Parizu, a među njima je bio i izaslanik i iz ovog sela.

## Vanjske poveznice
- (mađ.) Katymár hivatalos honlapja  Arhivirana inačica izvorne stranice od 2. rujna 2007. (Wayback Machine)
- Kaćmar na fallingrain.com